# Pacific Rugby Premiership 2014
Navigation
P.R.P. 2015
Le Pacific Rugby Premiership 2014 ou PRP 2014 est la 1re édition de la compétition qui se déroule du 1er février au 17 mai 2014. Elle oppose les sept meilleures équipes de la côte Ouest des États-Unis et des États des montagnes.

## Format
Le tournoi se dispute en matchs aller-retour et les 2 premiers se rencontrent à l'occasion d'une finale.

## Liste des équipes en compétition
La compétition oppose pour la saison 2014 les sept équipes suivantes :
| Club                    | Fondé | Stade                             | Ville         |
| ----------------------- | ----- | --------------------------------- | ------------- |
| Belmont Shore           | 1964  | Cal Tate Long Beach               | Long Beach    |
| Denver Barbarians       | 1967  | Infinity Park Rugby               | Glendale      |
| Glendale Raptors        | 2007  | Infinity Park Rugby               | Glendale      |
| Olympic Club Rugby      | 1908  | Gaelic Athletic Association Field | San Francisco |
| OMBAC                   | 1954  | Qualcomm Stadium                  | San Diego     |
| S.F.G.G.                | 1988  | Rocca Field                       | San Francisco |
| Santa Monica Rugby Club | 1972  | Webster Field                     | Los Angeles   |

## Phase régulière

### Classement
| Rang | Club              | J  | V  | N | D  | Bo | Bd | Pm  | Pe  | Diff | Pts |
| ---- | ----------------- | -- | -- | - | -- | -- | -- | --- | --- | ---- | --- |
| 1    | Glendale Raptors  | 12 | 11 | 0 | 1  | 12 | 0  | 471 | 281 | +190 | 56  |
| 2    | S.F.G.G.          | 12 | 9  | 0 | 3  | 9  | 0  | 387 | 295 | +92  | 45  |
| 3    | OMBAC             | 12 | 7  | 1 | 4  | 6  | 0  | 404 | 374 | +30  | 36  |
| 4    | Denver Barbarians | 12 | 5  | 1 | 6  | 6  | 0  | 311 | 338 | -27  | 28  |
| 5    | Belmont Shore     | 12 | 5  | 0 | 7  | 7  | 0  | 290 | 326 | -36  | 27  |
| 6    | Olympic Club      | 12 | 3  | 0 | 9  | 9  | 0  | 307 | 408 | -101 | 21  |
| 7    | Santa Monica      | 12 | 1  | 0 | 11 | 12 | 0  | 341 | 484 | -143 | 16  |

|  | Qualifiés pour la finale (no 1, no 2). |

Attribution des points : victoire sur tapis vert : 5, victoire : 4, match nul : 2, défaite : 0, forfait : -2 ; plus les bonus (offensif : 4 essais marqués ; défensif : défaite par 7 points d'écart maximum).

#### Résultats
L'équipe qui reçoit est indiquée dans la colonne de gauche.
| Clubs             | GLE   | SAN   | OMB   | DEN   | BEL   | OLY   | SMO   |
| ----------------- | ----- | ----- | ----- | ----- | ----- | ----- | ----- |
| Glendale Raptors  |       | 59-17 | 58-30 | 37-25 | 34-25 | 33-26 | 59-19 |
| S.F.G.G.          | 31-26 |       | 52-15 | 23-9  | 41-24 | 64-28 | 36-27 |
| OMBAC             | 14-24 | 36-21 |       | 52-22 | 20-28 | 46-39 | 69-32 |
| Denver Barbarians | 15-36 | 14-10 | 41-41 |       | 18-13 | 34-20 | 52-34 |
| Belmont Shore     | 31-36 | 15-27 | 17-24 | 26-19 |       | 30-24 | 29-28 |
| Olympic Club      | 17-27 | 10-24 | 12-28 | 19-43 | 31-17 |       | 43-31 |
| Santa Monica      | 31-42 | 32-38 | 28-29 | 24-19 | 24-35 | 31-38 |       |

|  | Victoire à domicile |  | Match nul |  | Défaite à domicile |

## Finale
| 17 mai 2014 | San Francisco Golden Gate                                                                                 | 39 - 38 | Glendale Raptors                                                                                  | Infinity Park, Glendale Arbitre : N. Ricono |
| 17 mai 2014 | Essai(s) : Enosa (3), Coquillard, Fukofuka, Lalaupeaalu Transformation(s) : Rouse (3) Pénalité(s) : Rouse |         | Essai(s) : Croy, Pauga, Willis, Scott, London Transformation(s) : Graham (5) Pénalité(s) : Graham | Infinity Park, Glendale Arbitre : N. Ricono |
| 17 mai 2014 | |         |                                                                                                   | Infinity Park, Glendale Arbitre : N. Ricono |

## Vainqueur
| Entraîneur | Entraîneur             | Alex Houser                                                  |
| Avants     | Pilier                 | J. Nelson, Fukofuka, M. Atiola, P. Taupaki, S.T. Lalaupeaalu |
| Avants     | Talonneur              | N. Barrett, G. Hyjer                                         |
| Avants     | Deuxième ligne         | M. Stack, T. Rooke                                           |
| Avants     | Troisième ligne aile   | B. Thomas, O. Okusi, B. Tawake, R. Reynolds                  |
| Avants     | Troisième ligne centre |                                                              |
| Arrières   | Demi de mêlée          | M. Timoteo                                                   |
| Arrières   | Demi d'ouverture       | V. Rouse                                                     |
| Arrières   | Centre                 | M. Pulu, T. Okusi, S. Pone                                   |
| Arrières   | Ailier                 | D. Isoka, S. Rabb, J. Colata                                 |
| Arrières   | Arrière                | F. Pulu, H. Quiles, N. Aiava                                 |

## Statistiques

### Meilleurs marqueurs d'essais
| Rang | Joueur             | Club                    | Essais |
| ---- | ------------------ | ----------------------- | ------ |
| 1    | Chad London        | Glendale Raptors        | 13     |
| 2    | Preston Bryant     | Glendale Raptors        | 11     |
| -    | Zachary Pangelinan | OMBAC                   | 11     |
| 4    | David Martini      | Santa Monica Rugby Club | 10     |
| 5    | Dustin Croy        | Glendale Raptors        | 9      |

### Meilleurs marqueurs de points
| Rang | Joueur              | Club                    | Points |
| ---- | ------------------- | ----------------------- | ------ |
| 1    | Zachary Pangelinan  | OMBAC                   | 198    |
| 2    | Michael Graham      | Glendale Raptors        | 152    |
| 3    | Maximo De Achaval   | Denver Barbarians RFC   | 102    |
| 4    | Keegan Engelbrecht  | Olympic Club Rugby      | 95     |
| 5    | Mathieu Lesgourgues | Santa Monica Rugby Club | 83     |